# Breeveld (woonplaats)
Breeveld is een plaats in de gemeente Woerden, in de Nederlandse provincie Utrecht. Het plaatsje is gelegen ten oosten van de kern Woerden, ten zuiden van de Oude Rijn, in het noorden van Polder Breeveld, aan de gelijknamige weg. Ten westen ligt het gelijknamige Woerdense bedrijventerrein Breeveld. Breeveld heeft 120 inwoners (2004).
Wijken van Woerden: Bomen- en Bloemenkwartier · Molenvliet · Snel en Polanen · Schilderkwartier · Staatsliedenkwartier · Waterrijk

Dorpen: Harmelen · Kamerik · Kanis · De Meije · Zegveld

Buurtschappen: Barwoutswaarder · Bekenes · Breeveld · Breudijk · Cattenbroek · Geestdorp · Gerverscop · Harmelerwaard · Houtdijken · Kromwijk · Lagebroek · Mijzijde · Oud-Kamerik · Reijerscop · Rietveld · Teckop

Utrecht · Plaatsen in de provincie      Nederland · Provincies · Gemeenten